# Schweizer Radmarathon
Der Schweizer Radmarathon, ab 2013 Swiss Cycling Marathon war ein Radmarathon, der von 2001 bis 2014 stattfand und Strecken zwischen 110 und 900 km anbot. Die Fahrten dienten als Qualifikation für das Brevet Paris–Brest–Paris (PBP). Ebenso war beim Swiss Cycling Marathon eine Qualifikation für das Race Across America (RAAM) möglich, das über 5000 km von der US-amerikanischen West- zur Ostküste führt.

## Strecken
Der Swiss Cycling Marathon bot folgende Strecken an
- 110 km
- 180 km
- 300 km (Brevet)
- 600 km (Brevet)
- 700 km (Brevet und RAAM-Qualifikation)
- Swiss 900 km (Randonneure und RAAM-Qualifikation)

Die Strecken standen allen entsprechend trainierten Radfahrern, Randonneuren und RAAM-Qualifikanten offen. Die RAAM-Qualifikation war auf der 700 km und 900 km langen Strecke möglich.
Die Strecken wurden für 2012 bis 2014 neu gewählt.
Weitere Brevets bot der Swiss Cycling Marathon immer im Jahr von Paris–Brest–Paris an. Diese wurden in der Regel an einer sogenannten Brevetwoche durchgeführt:
- 200 km Montag
- 300 km Mittwoch
- 400 km Freitag

## Checkpoints – Labestationen
Der Swiss Cycling Marathon verfügte über 11 Checkpoints und Labestationen. Sie boten in kleineren Abständen als 100 km ausreichend Gratis-Verpflegung für die Teilnehmer an.
Die Labestationen befanden sich in:
| - Ittigen (Start) - Langenbruck - Koblenz AG - Ewattingen - Ramsen SH | - Frasnacht - Mels - Pfäffikon SZ - Emmenbrücke - Leissigen | - Affoltern im Emmental - Jassbach - Le Mouret - Morges - Grandson - Biel |

## Teilnehmer
Die Teilnahme war ohne Lizenz möglich. Es handelte sich damit um ein sogenanntes Jedermannrennen.

## Online-Tracking
Der Swiss Cycling Marathon bot für die Internetzuschauer ein Online-Tracking der RAAM-Qualifikanten und für alle Teilnehmer eine Verfolgung nach Checkpoint an.

## Weblink
- alle Resultate  auf der Radmarathon Archivseite